# Adolphe Blind
Adolphe Blind (* 1862; † 1925) war ein Schweizer Zauberkünstler, Konstrukteur und Sammler von Apparaturen zur Zauberkunst sowie Sammler von Literatur über Zauberkunst. Er trat unter dem Künstlernamen „Professor Magicus“ auf.
Der Sohn eines Genfer Kaufmanns arbeitete zunächst im Betrieb des Vaters. Ab dem Alter von 35 Jahren widmete er sich aus sicheren finanziellen Verhältnissen heraus als Privatgelehrter verstärkt der Zauberkunst.
Seine Sammlung von Artefakten und Literatur zur Zauberkunst war eine der größten ihrer Art weltweit. Sie wurde von Christian Fechner, ebenfalls ein Sammler und praktizierender Zauberkünstler, nach einer von ihm kuratierten Ausstellung zum Weltkongress der Zauberer 1991 in Lausanne übernommen.
Die Stücke der Sammlung wurden in mehreren Auktionen New York (Swann Galleries, 2005–2007), Paris (Drouot Richelieu, 2004) und Berlin (Hauff & Auvermann, vor allem deutsche Bücher, 2009) veräußert. Der Umfang seiner Sammlung lässt sich aus der 1920 zusammen mit Sidney W. Clarke herausgegebenen Bibliographie rekonstruieren.

## Werke
- Les automates truqués. préc. d'une notice biographique sur l'auteur par Alfred Chapuis. Genève/Paris 1927.